# Sarrewerden

Sarrewerden este o comună în departamentul Bas-Rhin, Franța. În 1 ianuarie 2022 avea o populație de 820 de locuitori.